# Pseudolarentia cineraria
Pseudolarentia cineraria är en fjärilsart som beskrevs av Aurivillius 1910. Pseudolarentia cineraria ingår i släktet Pseudolarentia och familjen mätare. Inga underarter finns listade.